# Orde van Verdienste voor de Sahara

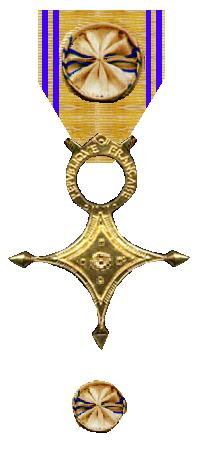
Het kleinood van een officier en het draagteken, een rozet, voor op de revers.

De Orde van Verdienste voor de Sahara (Frans: "L’Ordre du Mérite Saharien") was een van de negentien "ministeriële orden" van de Franse republiek. De in 1958 ingestelde orde werd, met vijftien anderen, in 1963 afgeschaft en vervangen door de "Nationale Orde van Verdienste (Frankrijk)".

De op 4 april 1958 ingestelde orde werd door een "Raad van de Orde", voorgezeten door de minister voor de Sahara, bestuurd en werd aan militairen, burgers, ambtenaren en technisch personeel verleend die, door hun uitmuntende werkzaamheden, de exploitatie en ontginning van de woestijn mogelijk maakten. Ook voor wetenschappelijke studie van de Sahara, verdiensten voor de economie, het bestuur en sociale vooruitgang werd deze orde toegekend.

## De drie rangen van de Orde
- Commandeur
De commandeur draagt een groot uitgevoerd gouden kleinood van de orde aan een lint om de hals. Er is geen lauwerkrans.
- Officier
De officier draagt een gouden kleinood aan een lint met een rozet op de linkerborst.
- Ridder
De ridder draagt een kleinood aan een lint op de linkerborst. Bij de ridder is in het kleinood van zilver.

## Versierselen van de orde
Het kleinood van de orde was een "Kruis van Agadès" met een omhoogwijzende stekel, het Zuiderkruis aan de sterrenhemel voorstellend, waarop de tekst "REPVBLIQVE FRANCAISE" en op de achterzijde "MERITE SAHARIEN" stond geschreven.
Het juweel van de commandeurs was opengewerkt en fijner uitgevoerd dan dat van de lagere rangen en het was van twee "vleugeltjes" aan de gouden cirkel voorzien.
Het lint had de kleur van het saharazand met twee blauwe biezen.
De seculiere Franse Republiek heeft geen ridderorden die de traditionele vorm van een kruis hebben, dat zou in de Sahara, met haar islamitische bevolking, ook niet gepast zijn geweest. Daarom werd bij de vormgeving van deze decoratie voor een kleinood in de vorm van een Arabisch juweel gekozen.
Zie ook: Lijst van historische orden van Frankrijk.